# Heliophanus gladiator
Heliophanus gladiator là một loài nhện trong họ Salticidae.
Loài này thuộc chi Heliophanus. Heliophanus gladiator được Wanda Wesołowska miêu tả năm 1986.